# دیودون
دیودون (نام علمی: Daeodon) یک سرده منقرض‌شده از پستانداران سم‌دار است که بین ۲۹ تا ۱۹ میلیون سال پیش می‌زیست. دیودون بزرگ‌ترین و آخرین سرده خانواده کامل‌دندانان محسوب می‌شود که در گسترده وسیعی از آمریکای شمالی امروزی زندگی می‌کرد. با وجود پراکندگی وسیع جغرافیایی جمعیت دیودون هیچ‌گاه فراوان نبود و این جانور سرانجام در اوایل دور میوسن به دلیل رقابت دیگرگونه‌ای با گوشت‌خوارسانان پیشرفته‌تر از میان رفت. سنگواره‌های دیودون در سرزمین‌های غرب آمریکای شمالی شامل بتل‌کریک و جنوب داکوتا در ایالات متحده کشف شده‌اند.

## توصیف

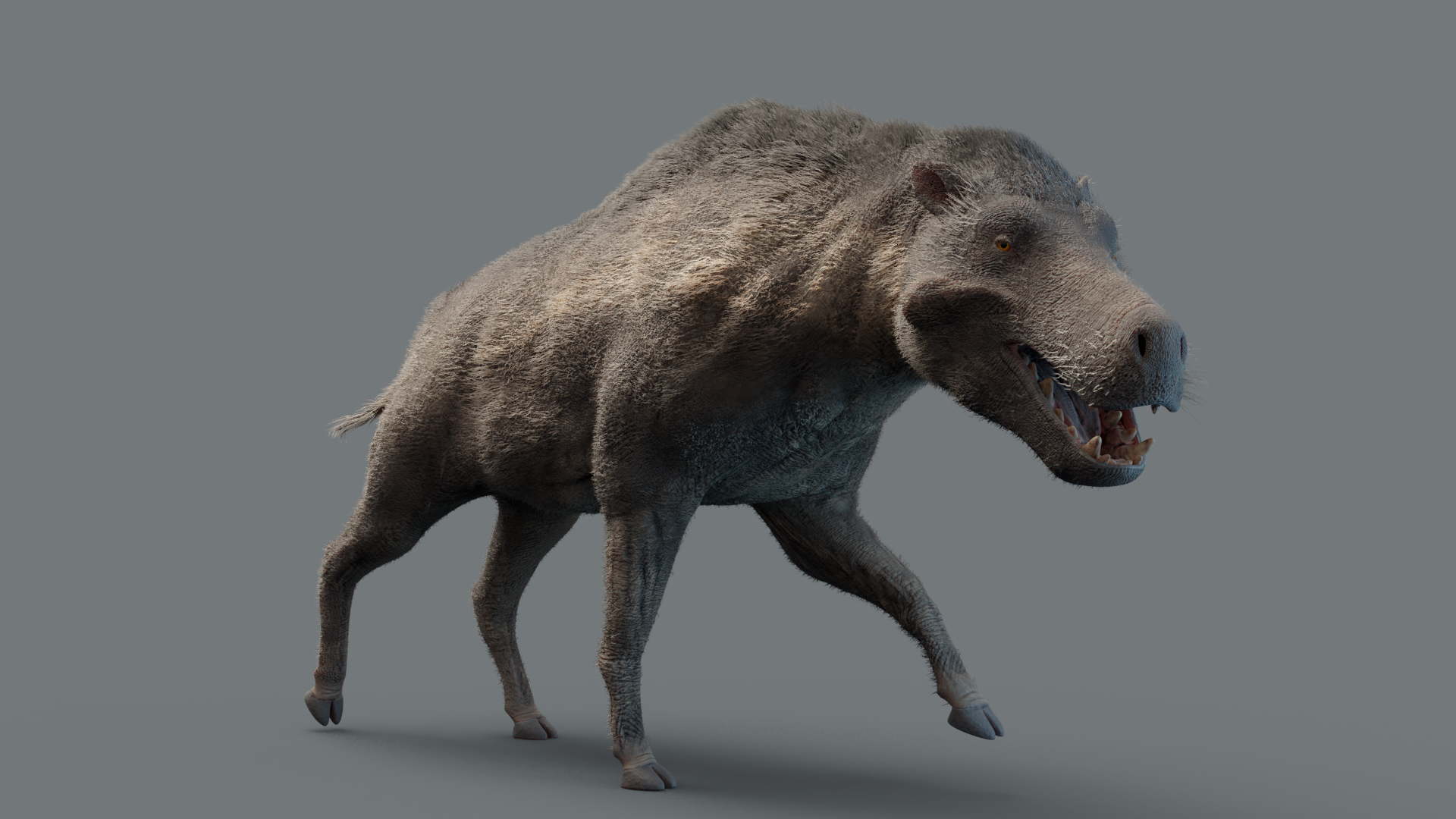
انگاشت هنری از دیودون بر پایه سنگواره

دیودون پستانداری بزرگ بود که همانندی بسیاری با خوک‌ها و گرازهای امروزی داشت اما از نظر فرگشتی به اسب‌آبیان و آب‌بازسانان نزدیک‌تر بوده‌است. این جانور تا شانه حدود ۱٫۸ متر ارتفاع داشت و جمجمه بزرگ آن به تنهایی حدود ۹۰ سانتی‌متر طول داشت. دیودون آرواره‌ای قدرتمند با دندان‌های بزرگ و برجسته داشت و به احتمال زیاد یک جانور همه‌چیزخوار محسوب می‌شده که از مواد غذایی مانند ریشه گیاهان و مردار جانوران تغذیه می‌کرده‌است.